# Challenge Sud Radio de rugby à XV
Le Challenge Sud Radio est une compétition de rugby à XV créée par la Ligue nationale de rugby, comportant une seule édition lors de la saison 2003-2004.
Le Castres olympique qui remporte le Challenge et se qualifie pour la H Cup aux dépens du CS Bourgoin-Jallieu en finale.
Il s'agit de la dernière coupe secondaire de rugby à XV organisée par la LNR pour les clubs professionnels.

## Format
Cette compétition substitue la Coupe de la Ligue. Le président de la Ligue nationale de rugby, Serge Blanco, souhaitait alléger le calendrier procède à un changement de format de la coupe. En effet, pour mieux l'organiser, elle n'est plus disputée qu'entre clubs du Top 16 se jouant avant et pendant la Coupe du monde 2003.
Ainsi, 16 clubs de première division professionnelle sont répartis en 4 groupes de 4 clubs qui se rencontreront en match aller-retour, entre août et octobre. Les deux premiers sont qualifiés pour une phase finale. Les premiers de chaque groupe reçoivent à domicile pour le compte des quarts de finale, tandis que leurs adversaires sont déterminés par tirage au sort.
Afin de dynamiser la compétition et permettre aux clubs du Top 16 de la disputer, le vainqueur remporte une place de qualification pour la Coupe d'Europe.

## Phase de poules
Les matchs des phases de poule se déroulent du 30 août au 4 octobre 2003.

### Groupe 1
| no | Club                | Pts | J | V | N | D | Bo. | Bd. | Pm. | Pe. | Diff. |
| -- | ------------------- | --- | - | - | - | - | --- | --- | --- | --- | ----- |
| 1  | CA Brive            | 21  | 6 | 4 | 0 | 2 | 4   | 1   | 189 | 131 | 58    |
| 2  | USA Perpignan       | 20  | 6 | 4 | 0 | 2 | 3   | 1   | 181 | 142 | 39    |
| 3  | RC Narbonne         | 12  | 6 | 3 | 0 | 3 | 0   | 0   | 97  | 139 | -42   |
| 4  | Stade français CASG | 6   | 6 | 1 | 0 | 5 | 1   | 1   | 121 | 176 | -55   |

| Date              | Équipe (domicile)   | Score   | Équipe (extérieur)  |
| ----------------- | ------------------- | ------- | ------------------- |
| 30 août 2003      | USA Perpignan       | 40 - 36 | CA Brive            |
| 30 août 2003      | RC Narbonne         | 24 - 22 | Stade français CASG |
| 6 septembre 2003  | CA Brive            | 24 - 15 | RC Narbonne         |
| 6 septembre 2003  | Stade français CASG | 25 - 41 | USA Perpignan       |
| 13 septembre 2003 | Stade français CASG | 32 - 41 | CA Brive            |
| 13 septembre 2003 | RC Narbonne         | 22 - 19 | USA Perpignan       |
| 20 septembre 2003 | USA Perpignan       | 43 - 9  | RC Narbonne         |
| 20 septembre 2003 | CA Brive            | 36 - 13 | Stade français CASG |
| 27 septembre 2003 | Stade français CASG | 22 - 9  | RC Narbonne         |
| 28 septembre 2003 | CA Brive            | 43 - 13 | USA Perpignan       |
| 4 octobre 2003    | RC Narbonne         | 18 - 9  | CA Brive            |
| 4 octobre 2003    | USA Perpignan       | 25 - 7  | Stade français CASG |

### Groupe 2
| no | Club             | Pts | J | V | N | D | Bo. | Bd. | Pm. | Pe. | Diff. |
| -- | ---------------- | --- | - | - | - | - | --- | --- | --- | --- | ----- |
| 1  | Stade toulousain | 16  | 6 | 3 | 0 | 3 | 3   | 1   | 176 | 133 | 43    |
| 2  | US Colomiers     | 16  | 6 | 3 | 1 | 2 | 1   | 1   | 120 | 123 | -3    |
| 3  | Section paloise  | 15  | 6 | 3 | 0 | 3 | 3   | 0   | 175 | 173 | 2     |
| 4  | US Montauban     | 10  | 6 | 2 | 1 | 3 | 0   | 0   | 116 | 158 | -42   |

| Date              | Équipe (domicile) | Score   | Équipe (extérieur) |
| ----------------- | ----------------- | ------- | ------------------ |
| 30 août 2003      | US Montauban      | 27 - 16 | Stade toulousain   |
| 30 août 2003      | Section paloise   | 12 - 24 | US Colomiers       |
| 6 septembre 2003  | Stade toulousain  | 40 - 30 | Section paloise    |
| 6 septembre 2003  | US Colomiers      | 16 - 21 | US Montauban       |
| 13 septembre 2003 | Stade toulousain  | 49 - 10 | US Colomiers       |
| 13 septembre 2003 | US Montauban      | 25 - 39 | Section paloise    |
| 19 septembre 2003 | US Colomiers      | 20 - 19 | Stade toulousain   |
| 19 septembre 2003 | Section paloise   | 42 - 27 | US Montauban       |
| 26 septembre 2003 | Stade toulousain  | 36 - 7  | US Montauban       |
| 26 septembre 2003 | US Colomiers      | 41 - 13 | Section paloise    |
| 4 octobre 2003    | Section paloise   | 39 - 16 | Stade toulousain   |
| 4 octobre 2003    | US Montauban      | 9 - 9   | US Colomiers       |

### Groupe 3
| no | Club               | Pts | J | V | N | D | Bo. | Bd. | Pm. | Pe. | Diff. |
| -- | ------------------ | --- | - | - | - | - | --- | --- | --- | --- | ----- |
| 1  | Biarritz olympique | 17  | 6 | 3 | 1 | 2 | 2   | 1   | 129 | 95  | 34    |
| 2  | Castres olympique  | 16  | 6 | 3 | 1 | 2 | 1   | 1   | 152 | 109 | 43    |
| 3  | AS Béziers         | 11  | 6 | 2 | 1 | 3 | 0   | 1   | 93  | 123 | -30   |
| 4  | SU Agen            | 10  | 6 | 2 | 1 | 3 | 0   | 0   | 81  | 128 | -47   |

| Date              | Équipe (domicile)  | Score   | Équipe (extérieur) |
| ----------------- | ------------------ | ------- | ------------------ |
| 30 août 2003      | SU Agen            | 19 - 12 | AS Béziers         |
| 30 août 2003      | Castres olympique  | 25 - 12 | Biarritz olympique |
| 6 septembre 2003  | Castres olympique  | 40 - 6  | SU Agen            |
| 6 septembre 2003  | AS Béziers         | 15 - 15 | Biarritz olympique |
| 13 septembre 2003 | Castres olympique  | 32 - 16 | AS Béziers         |
| 13 septembre 2003 | Biarritz olympique | 23 - 15 | SU Agen            |
| 21 septembre 2003 | AS Béziers         | 27 - 25 | Castres olympique  |
| 21 septembre 2003 | SU Agen            | 22 - 18 | Biarritz olympique |
| 26 septembre 2003 | Castres olympique  | 31 - 23 | Biarritz olympique |
| 26 septembre 2003 | AS Béziers         | 23 - 7  | SU Agen            |
| 4 octobre 2003    | SU Agen            | 12 - 12 | Castres olympique  |
| 4 octobre 2003    | Biarritz olympique | 25 - 0  | AS Béziers         |

### Groupe 4
| no | Club                | Pts | J | V | N | D | Bo. | Bd. | Pm. | Pe. | Diff. |
| -- | ------------------- | --- | - | - | - | - | --- | --- | --- | --- | ----- |
| 1  | CS Bourgoin-Jallieu | 24  | 6 | 5 | 0 | 1 | 4   | 0   | 206 | 129 | 77    |
| 2  | AS Montferrand      | 19  | 6 | 4 | 0 | 2 | 3   | 0   | 184 | 129 | 55    |
| 3  | FC Grenoble         | 13  | 6 | 2 | 1 | 3 | 2   | 1   | 120 | 184 | -64   |
| 4  | Montpellier HRC     | 4   | 6 | 0 | 1 | 5 | 0   | 2   | 113 | 181 | -68   |

| Date              | Équipe (domicile)   | Score   | Équipe (extérieur)  |
| ----------------- | ------------------- | ------- | ------------------- |
| 30 août 2003      | CS Bourgoin-Jallieu | 34 - 10 | Montpellier HRC     |
| 31 août 2003      | AS Montferrand      | 52 - 13 | FC Grenoble         |
| 5 septembre 2003  | Montpellier HRC     | 13 - 22 | AS Montferrand      |
| 6 septembre 2003  | FC Grenoble         | 28 - 32 | CS Bourgoin-Jallieu |
| 12 septembre 2003 | CS Bourgoin-Jallieu | 37 - 22 | AS Montferrand      |
| 13 septembre 2003 | Montpellier HRC     | 23 - 23 | FC Grenoble         |
| 19 septembre 2003 | FC Grenoble         | 26 - 20 | Montpellier HRC     |
| 20 septembre 2003 | AS Montferrand      | 33 - 25 | CS Bourgoin-Jallieu |
| 26 septembre 2003 | FC Grenoble         | 23 - 9  | AS Montferrand      |
| 27 septembre 2003 | Montpellier HRC     | 29 - 30 | CS Bourgoin-Jallieu |
| 3 octobre 2003    | AS Montferrand      | 46 - 18 | Montpellier HRC     |
| 4 octobre 2003    | CS Bourgoin-Jallieu | 48 - 7  | FC Grenoble         |

## Phase finale
|  | Quarts de finale                   | Quarts de finale           | Quarts de finale                   | Quarts de finale           |                     |                     | Demi-finales              | Demi-finales              | Demi-finales              | Demi-finales              |  |  | Finale                      | Finale                      | Finale                      | Finale                      |
|  |                                    |                            |                                    |                            |                     |                     |                           |                           |                           |                           |  |  |                             |                             |                             |                             |
|  | 31 octobre 2003 à Toulouse         | 31 octobre 2003 à Toulouse | 31 octobre 2003 à Toulouse         | 31 octobre 2003 à Toulouse |                     |                     | 8 novembre 2003 à Castres | 8 novembre 2003 à Castres | 8 novembre 2003 à Castres | 8 novembre 2003 à Castres |  |  | 15 novembre 2003 à Narbonne | 15 novembre 2003 à Narbonne | 15 novembre 2003 à Narbonne | 15 novembre 2003 à Narbonne |
|  | 31 octobre 2003 à Toulouse         | 31 octobre 2003 à Toulouse | 31 octobre 2003 à Toulouse         | 31 octobre 2003 à Toulouse |                     |                     | 8 novembre 2003 à Castres | 8 novembre 2003 à Castres | 8 novembre 2003 à Castres | 8 novembre 2003 à Castres |  |  | 15 novembre 2003 à Narbonne | 15 novembre 2003 à Narbonne | 15 novembre 2003 à Narbonne | 15 novembre 2003 à Narbonne |
|  | Stade toulousain                   | Stade toulousain           | 17                                 | 17                         |                     |                     | 8 novembre 2003 à Castres | 8 novembre 2003 à Castres | 8 novembre 2003 à Castres | 8 novembre 2003 à Castres |  |  | 15 novembre 2003 à Narbonne | 15 novembre 2003 à Narbonne | 15 novembre 2003 à Narbonne | 15 novembre 2003 à Narbonne |
|  | Stade toulousain                   | Stade toulousain           | 17                                 | 17                         |                     |                     | 8 novembre 2003 à Castres | 8 novembre 2003 à Castres | 8 novembre 2003 à Castres | 8 novembre 2003 à Castres |  |  | 15 novembre 2003 à Narbonne | 15 novembre 2003 à Narbonne | 15 novembre 2003 à Narbonne | 15 novembre 2003 à Narbonne |
|  | Castres olympique                  | Castres olympique          | 21                                 | 21                         |                     |                     | 8 novembre 2003 à Castres | 8 novembre 2003 à Castres | 8 novembre 2003 à Castres | 8 novembre 2003 à Castres |  |  | 15 novembre 2003 à Narbonne | 15 novembre 2003 à Narbonne | 15 novembre 2003 à Narbonne | 15 novembre 2003 à Narbonne |
|  | Castres olympique                  | Castres olympique          | 21                                 | 21                         | Castres olympique   | Castres olympique   | 34                        | 34                        |                           |                           |  |  | 15 novembre 2003 à Narbonne | 15 novembre 2003 à Narbonne | 15 novembre 2003 à Narbonne | 15 novembre 2003 à Narbonne |
|  | 1er novembre 2003 à Biarritz       |                            |                                    |                            | Castres olympique   | Castres olympique   | 34                        | 34                        |                           |                           |  |  | 15 novembre 2003 à Narbonne | 15 novembre 2003 à Narbonne | 15 novembre 2003 à Narbonne | 15 novembre 2003 à Narbonne |
|  |                                    |                            | Biarritz olympique                 | Biarritz olympique         | 13                  | 13                  |                           |                           |                           |                           |  |  | 15 novembre 2003 à Narbonne | 15 novembre 2003 à Narbonne | 15 novembre 2003 à Narbonne | 15 novembre 2003 à Narbonne |
|  | Biarritz olympique                 | Biarritz olympique         | Biarritz olympique                 | Biarritz olympique         | 13                  | 13                  | 22                        | 22                        |                           |                           |  |  | 15 novembre 2003 à Narbonne | 15 novembre 2003 à Narbonne | 15 novembre 2003 à Narbonne | 15 novembre 2003 à Narbonne |
|  | Biarritz olympique                 | Biarritz olympique         | 8 novembre 2003 à Bourgoin-Jallieu |                            |                     |                     | 22                        | 22                        |                           |                           |  |  | 15 novembre 2003 à Narbonne | 15 novembre 2003 à Narbonne | 15 novembre 2003 à Narbonne | 15 novembre 2003 à Narbonne |
|  | USA Perpignan                      | USA Perpignan              | 19                                 | 19                         |                     |                     |                           |                           |                           |                           |  |  | 15 novembre 2003 à Narbonne | 15 novembre 2003 à Narbonne | 15 novembre 2003 à Narbonne | 15 novembre 2003 à Narbonne |
|  | USA Perpignan                      | USA Perpignan              | 19                                 | 19                         | Castres olympique   | Castres olympique   | 27                        | 27                        |                           |                           |  |  |                             |                             |                             |                             |
|  | 2 novembre 2003 à Bourgoin-Jallieu |                            |                                    |                            | Castres olympique   | Castres olympique   | 27                        | 27                        |                           |                           |  |  |                             |                             |                             |                             |
|  |                                    |                            | CS Bourgoin-Jallieu                | CS Bourgoin-Jallieu        | 26                  | 26                  |                           |                           |                           |                           |  |  |                             |                             |                             |                             |
|  | CS Bourgoin-Jallieu                | CS Bourgoin-Jallieu        | CS Bourgoin-Jallieu                | CS Bourgoin-Jallieu        | 26                  | 26                  | 23                        | 23                        |                           |                           |  |  |                             |                             |                             |                             |
|  | CS Bourgoin-Jallieu                | CS Bourgoin-Jallieu        |                                    |                            |                     |                     |                           |                           |                           |                           |  |  |                             |                             |                             |                             |
|  | US Colomiers                       | US Colomiers               | 13                                 | 13                         |                     |                     |                           |                           |                           |                           |  |  |                             |                             |                             |                             |
|  | US Colomiers                       | US Colomiers               | 13                                 | 13                         | CS Bourgoin-Jallieu | CS Bourgoin-Jallieu | 36                        | 36                        |                           |                           |  |  |                             |                             |                             |                             |
|  | 2 novembre 2003 à Brive            |                            |                                    |                            | CS Bourgoin-Jallieu | CS Bourgoin-Jallieu | 36                        | 36                        |                           |                           |  |  |                             |                             |                             |                             |
|  |                                    |                            | CA Brive                           | CA Brive                   | 27                  | 27                  |                           |                           |                           |                           |  |  |                             |                             |                             |                             |
|  | CA Brive                           | CA Brive                   | CA Brive                           | CA Brive                   | 27                  | 27                  | 23                        | 23                        |                           |                           |  |  |                             |                             |                             |                             |
|  | CA Brive                           | CA Brive                   |                                    |                            |                     |                     |                           | 23                        |                           |                           |  |  |                             |                             |                             |                             |
|  | AS Montferrand                     | AS Montferrand             | 19                                 | 19                         |                     |                     |                           |                           |                           |                           |  |  |                             |                             |                             |                             |
|  | AS Montferrand                     | AS Montferrand             | 19                                 | 19                         |                     |                     |                           |                           |                           |                           |  |  |                             |                             |                             |                             |
|  |                                    |                            |                                    |                            |                     |                     |                           |                           |                           |                           |  |  |                             |                             |                             |                             |

### Quarts de finale
| 31 octobre 2003 | Stade toulousain | 17 - 21 | Castres olympique | Stade Ernest-Wallon, Toulouse |
| 31 octobre 2003 |                  |         |                   | Stade Ernest-Wallon, Toulouse |
| 31 octobre 2003 |                  |         |                   | Stade Ernest-Wallon, Toulouse |

| 1er novembre 2003 | Biarritz olympique | 22 - 19 | USA Perpignan | Parc des sports d'Aguiléra, Biarritz |
| 1er novembre 2003 |                    |         |               | Parc des sports d'Aguiléra, Biarritz |
| 1er novembre 2003 |                    |         |               | Parc des sports d'Aguiléra, Biarritz |

| 2 novembre 2003 | CS Bourgoin-Jallieu | 23 - 13 | US Colomiers | Stade Pierre-Rajon, Bourgoin-Jallieu |
| 2 novembre 2003 |                     |         |              | Stade Pierre-Rajon, Bourgoin-Jallieu |
| 2 novembre 2003 |                     |         |              | Stade Pierre-Rajon, Bourgoin-Jallieu |

| 2 novembre 2003 | CA Brive                                                                                                   | 23 - 19 (15-6) | AS Montferrand | Stadium, Brive-la-Gaillarde 7 500 spectateurs Arbitre : Didier Mené |
| 2 novembre 2003 | Essai(s) : 1 Donguy (41e) Pénalité(s) : 5 Laharrague (3e, 14e, 17e, 34e, 48e) Drop(s) : 1 Laharrague (40e) |                | Essai(s) : 1 Soucaze (78e) Transformation(s) : 1 Gendre (78e) Pénalité(s) : 4 Gendre (11e, 22e, 58e, 67e) Carton(s) jaune(s) : 2 Howard (17e), Pearce (76e) | Stadium, Brive-la-Gaillarde 7 500 spectateurs Arbitre : Didier Mené |
| 2 novembre 2003 | |                | | Stadium, Brive-la-Gaillarde 7 500 spectateurs Arbitre : Didier Mené |

### Demi-finales
| 8 novembre 2003 | Castres olympique | 34 - 13 | Biarritz olympique | Stade Pierre-Antoine, Castres |
| 8 novembre 2003 |                   |         |                    | Stade Pierre-Antoine, Castres |
| 8 novembre 2003 |                   |         |                    | Stade Pierre-Antoine, Castres |

| 8 novembre 2003 | CS Bourgoin-Jallieu | 36 - 27 | CA Brive | Stade Pierre-Rajon, Bourgoin-Jallieu |
| 8 novembre 2003 |                     |         |          | Stade Pierre-Rajon, Bourgoin-Jallieu |
| 8 novembre 2003 |                     |         |          | Stade Pierre-Rajon, Bourgoin-Jallieu |

### Finale
| 15 novembre 2003 | Castres olympique | 27 - 26 | CS Bourgoin-Jallieu | Parc des sports et de l'amitié, Narbonne 5 000 spectateurs Arbitre : M. Berdos |
| 15 novembre 2003 | Essai(s) : 2 essais d'Albouy (41e) et Lhande (80e) Transformation(s) : 1 transformation de Teulet (41e) Pénalité(s) : 4 pénalités de Teulet (44e) et Dalla Riva (10e, 27e, 29e) Drop(s) : 1 drop de Teulet (44e) |         | Essai(s) : 2 essais de Fritz (40e) et Pucciarello (49e) Transformation(s) : 2 transformations de Boyet (40e, 49e) Pénalité(s) : 2 pénalités de Boyet (23e, 70e) Drop(s) : 2 drops de Laussucq (62e, 78e) | Parc des sports et de l'amitié, Narbonne 5 000 spectateurs Arbitre : M. Berdos |
| 15 novembre 2003 | |         | | Parc des sports et de l'amitié, Narbonne 5 000 spectateurs Arbitre : M. Berdos |